# Хилл, Уоррен
Уо́ррен Ли Хилл (англ. Warren Lee Hill; 28 июня 1960 — 27 января 2015) — американский убийца.
Был приговорён к пожизненному лишению свободы за то, что застрелил подругу — Миру Райт, в 1985 году. Уже находясь в тюрьме, забил до смерти сокамерника Джозефа Хэндспайка доской, утыканной гвоздями, за что был приговорён к смертной казни. Защита настаивала на умственной отсталости Уоррена. Но в 2000 году трое врачей признали его вменяемым и дееспособным. Позднее они пересмотрели свой вердикт, и казнь была отложена.
Однако 27 января 2015 года Уоррен Хилл всё же был казнён посредством введения смертельной инъекции. Казнь вызвала резкую критику со стороны Евросоюза и правозащитных организаций. Примечательно, что каждый штат США применяет не только собственное законодательство, но и критерии признания невменяемости и недееспособности, и в Джорджии они одни из самых жёстких.